# Appel national pour la République
Pour les articles homonymes, voir Crida.
L’Appel national pour la République (en catalan : Crida Nacional per la República, abrégé en Crida ou CNxR) est un parti politique indépendantiste catalan.
Son congrès fondateur a eu lieu le 27 octobre 2018 au Pavillon Congost de Manresa, un an après la déclaration d'indépendance du Parlement de Catalogne du 10 octobre 2017.
De 2018 à 2020, le parti est membre d'Ensemble pour la Catalogne.

## Organisation interne
La direction du parti a été élue lors du congrès du 26 janvier 2019 :
- Président : Jordi Sànchez.
- Secrétaire général : Antoni Morral.
- Autres membres : Laura Borràs, Elsa Artadi, Gemma Geis, Pilar Calvo, Marina Geli, Josep Andreu, Ferran Mascarell, Albert Batet, Damià Calvet, Maria do Carmo Marques-Pinto, Miquel Àngel Escobar, Jordi Pairó, Irene Negre, Rosario Palomino Otiniano, Assumpció Castellví, Àngels Cabasés, Montserrat Morante, Josep Ferrer et Gerard Sesé.